# James J. Gibson
James Jerome Gibson (ur. 27 stycznia 1904 w McConnelsville, zm. 11 grudnia 1979 w Ithace) – amerykański psycholog odpowiedzialny za wprowadzenie do psychologii terminu afordancji.

## Życiorys
W 1928 roku obronił doktorat z psychologii na Uniwersytecie Princeton, wykładał następnie na Smith College. Od 1942 do 1946 roku służył w United States Army Air Forces, po czym ponownie wykładał na Smith College, a w 1949 roku został wykładowcą na Uniwersytecie Cornella. W 1972 roku przeszedł na emeryturę.
Zajmował się badaniem percepcji wzrokowej, był także odpowiedzialny za wprowadzenie terminu afordancji do psychologii. Amerykańskie Towarzystwo Psychologiczne uznało Gibsona za jednego z wybitnych XX-wiecznych psychologów.

## Wybrane prace naukowe[1]
- The Perception of the Visual World (1950)
- The Senses Considered as Perceptual Systems (1966)
- The Ecological Approach to Visual Perception (1979)

## Życie prywatne
Syn Thomasa. Miał dwóch młodszych braci: Thomasa i Williama. W 1932 roku związał się małżeństwem z psycholożką Eleanor Jack.